# Paraboea paramartinii
Paraboea paramartinii är en tvåhjärtbladig växtart som beskrevs av Z.R. Xu och Brian Laurence Burtt. Paraboea paramartinii ingår i släktet Paraboea och familjen Gesneriaceae. Inga underarter finns listade i Catalogue of Life.